# Pilchowo, Hạt Police
Pilchowo [pilˈxɔvɔ] (trước đây là Polchow của Đức) là một ngôi làng thuộc khu hành chính của Cảnh sát Gmina, thuộc Hạt Cảnh sát, West Pomeranian Voivodeship, ở phía tây bắc Ba Lan, gần biên giới Đức.

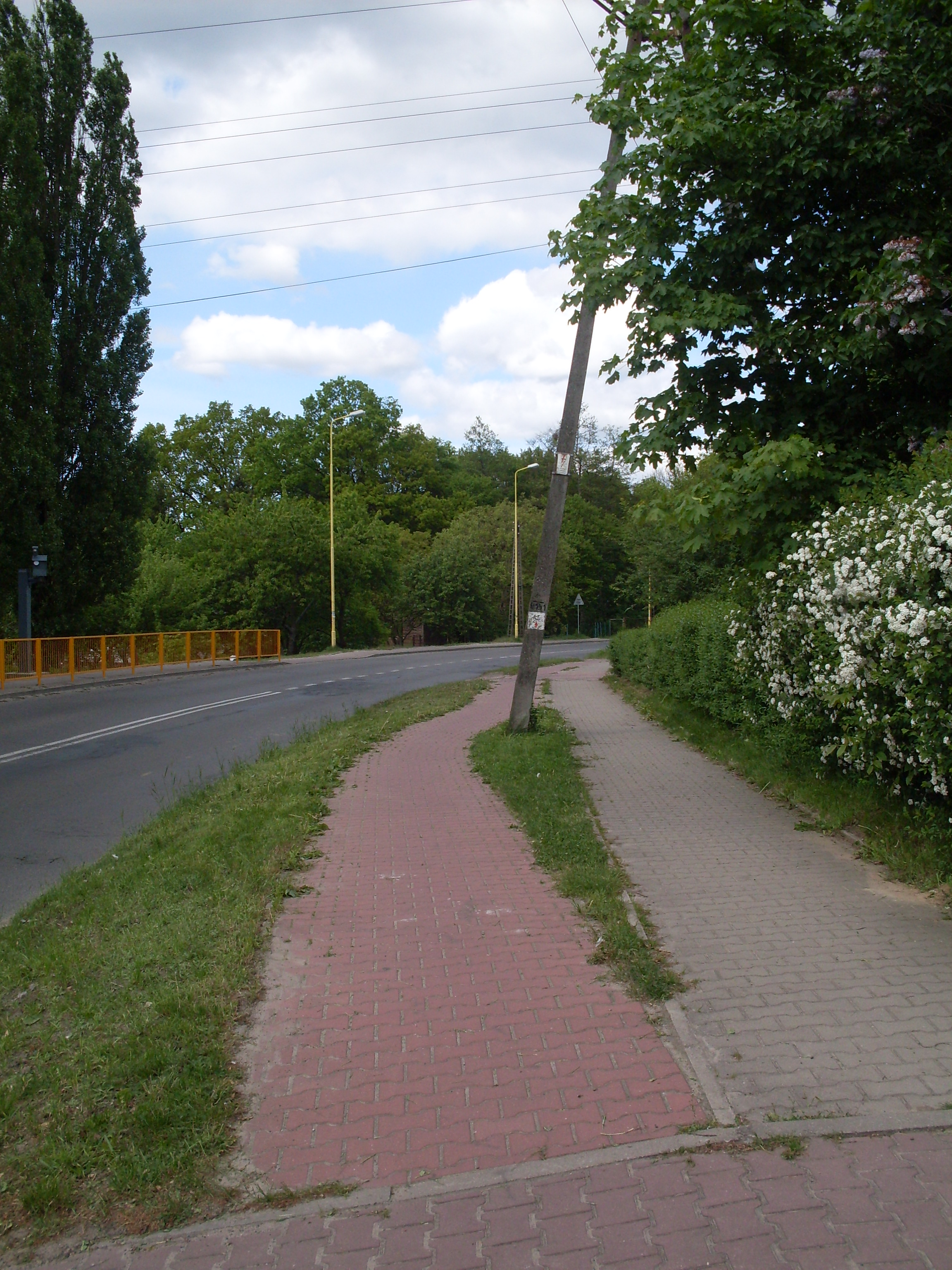
Một làn đường vòng ở Pilchowo

Nó nằm khoảng 8 kilômét (5 mi) phía tây nam của Cảnh sát và 12 km (7 mi) phía tây bắc của thủ đô khu vực Szczecin.
Trước năm 1945, khu vực này là một phần của Đức. Đối với lịch sử của khu vực, xem Lịch sử của Pomerania.